# Walt Disney Pictures
Walt Disney Pictures (o simplement Disney d'ençà el 2011) són uns estudis cinematogràfics estatunidencs. Aquests estudis formen part la divisió The Walt Disney Studios. Aquesta al seu torn pertany a l'empresa matriu The Walt Disney Company. El logotip que els identifica és el castell de la Bella Dorment, una de les atraccions dels seus parcs temàtics. Walt Disney Pictures s'encarrega de produir pel·lícules amb imatge real. Mentre que per produir pel·lícules dirigides a un públic més adult, es va crear la filial Touchstone l'any 1984.

## Pel·lícules d'animació del cànon oficial
- 1937 – Snow White and the Seven Dwarfs, el conte de La Blancaneu i els set nans dels Germans Grimm
- 1940 – Pinocchio, del conte homònim de Carlo Collodi
- 1940 – Fantasia
- 1941 – Dumbo
- 1942 – Bambi
- 1943 – Saludos Amigos
- 1945 – The Three Caballeros
- 1946 – Make Mine Music
- 1947 – Fun and Fancy Free
- 1948 – Melody Time
- 1949 – The Adventures of Ichabod and Mr. Toad
- 1950 – Cinderella, el conte de La Ventafocs dels Germans Grimm i de Charles Perrault
- 1951 – Alice in Wonderland, de l'obra homònina de Lewis Carroll
- 1953 – Peter Pan, que recrea les aventures del personatge ideades per James Matthew Barrie
- 1955 – La dama i el rodamón
- 1959 – Sleeping Beauty, el conte de La Bella dorment dels Germans Grimm i de Charles Perrault
- 1961 – 101 Dalmatians
- 1963 – The Sword in the Stone, una recreació de la llegenda del Rei Artús
- 1967 – The Jungle Book, basat en la novel·la homònima de Rudyard Kipling
- 1970 – The Aristocats
- 1973 – Robin Hood, basat en l'heroi anglès
- 1977 – The Many Adventures of Winnie the Pooh
- 1977 – The Rescuers
- 1981 – The Fox and the Hound
- 1985 – The Black Cauldron
- 1986 – The Great Mouse Detective
- 1988 – Oliver & Company
- 1989 – The Little Mermaid, basat en el conte de La Sireneta de Hans Christian Andersen
- 1990 – The Rescuers Down Under
- 1991 – Beauty and the Beast, que narra el conte popular de La bella i la bèstia
- 1992 – Aladdin, que explica un conte popular contingut al llibre de contes àrab de Les mil i una nits
- 1994 – The Lion King basat en la novela de Hamlet
- 1995 – Pocahontas basat en el fet real de Pocahontas
- 1996 – The Hunchback of Notre Dame, basada en la novel·la Nostra Senyora de París de Victor Hugo
- 1997 – Hercules, que recrea el mite grec
- 1998 – Mulan basat en el conte de Hua Mulan
- 1999 – Tarzan, basat en el personatge d'Edgar Rice Burroughs
- 2000 – Fantasia 2000
- 2000 – Dinosaur
- 2001 – The Emperor's New Groove, basat en el conte de El vestit nou de l'emperador
- 2001 – Atlantis: The Lost Empire
- 2002 – Lilo & Stitch
- 2002 – El planeta del tresor basat en la novela de L'illa del tresor
- 2003 – Brother Bear
- 2004 – Home on the Range
- 2005 – Chicken Little
- 2007 – Meet the Robinsons
- 2008 – Bolt
- 2009 – The Princess and the Frog basat en el conte de La princesa granota
- 2010 – Tangled basat en el conte de Rapunzel
- 2011 – Winnie the Pooh
- 2012 – Wreck-It Ralph
- 2013 – Frozen basat en el conte de La reina de les neus
- 2014 – Big Hero 6
- 2016 – Zootròpolis
- 2016 – Vaiana
- 2018 – En Ralph destrueix internet
- 2019 – Frozen II
- 2021 – Raya i l'últim drac
- 2021 – Encanto
- 2022 – Un món estrany
- 2023 – Wish: el poder dels desitjos
- 2024 – Vaiana 2

## Altres pel·lícules
- Abc of Hand Tools